# Vịnh Diễn Châu
Vịnh Diễn Châu, còn được gọi là Vũng Phủ Diễn, là vịnh ven bờ biển ở trung tâm tỉnh Nghệ An, Việt Nam. Vùng nước của vịnh kéo dài từ Núi Rồng (xã Quỳnh Nghĩa, huyện Quỳnh Lưu) đến Mũi Gà (xã Nghi Thiết, huyện Nghi Lộc) với diện tích mặt nước là 237 km². Phía tây vịnh có một con sông lớn là sông Bùng, đổ ra vịnh tại cửa Lạch Vạn; thị trấn Diễn Châu nằm bên bờ sông Bùng, cách cửa biển không xa.